# Sebastiano Torchio
Sebastiano Torchio (* 21. Dezember 1918 in Asti; † 6. Juli 1994 ebenda) war ein italienischer Radrennfahrer.

## Sportliche Laufbahn
Torchio war im Straßenradsport aktiv. 1938 startete er in der Nationalmannschaft bei den Straßenradsport-Weltmeisterschaften. Im Rennen der Amateure kam er als 12. ins Ziel und war damit bester Italiener. Von 1939 bis 1940 war er Berufsfahrer. 1938 gewann er das Eintagesrennen Coppa del Re und die Coppa Citta’ di Asti, 1939 die Coppa Andrea Boero, 1941 die Coppa UCAT. Weitere Siege holte er in den Rennen Coppa Cappelli, GP Gerbi, Coppa Podestà, Coppa Cocito, Coppa Duca d’Aosta, Coppa Città di Cuneo, Coppa Dornia und Coppa Arnaldo Mussolini. Dritter wurde er 1940 im Giro della Toscana. 
Den Giro d’Italia fuhr er einmal. 1940 wurde er 31.

## Berufliches
Torchio war beruflich als Dekorateur und Polsterer tätig.